# Duodioda
Duodioda – lampa elektronowa, odmiana diody próżniowej, w której znajduje się jedna wspólna katoda (żarzona pośrednio lub bezpośrednio) i dwie oddzielne anody. 
Duodiody prostownicze stosowane były w dwupołówkowych prostownikach lampowych (rozwiązanie takie wymagało uzwojenia transformatora zasilającego z wyprowadzonym odczepem ze środka). W układach detektorów lampowych wykorzystywane były duodiody detekcyjne; często duodioda detekcyjna zamykana bywa we wspólnej bańce ze wzmacniającą triodą lub pentodą, a niekiedy z jeszcze innym systemem lampowym.
W europejskim systemie oznaczeń lamp duodiodom odpowiadają – po pierwszej literze definiującej rodzaj żarzenia – litery: "B" (duodioda detekcyjna) i "Z" (duodioda prostownicza). Przykładowe typy duodiod: AZ1 (duodioda prostownicza), EB91 (duodioda detekcyjna), EBF80 (duodioda detekcyjna z pentodą sygnałową), EBL31 (duodioda detekcyjna z pentodą  mocy), EBC80 (duodioda detekcyjna z triodą), EABC80 (duodioda detekcyjna z triodą oraz dodatkowa pojedyncza dioda wyposażona w oddzielną katodę).
Podwójne diody z osobnymi katodami spotykane bywają niemal wyłącznie z przeznaczeniem do systemów detekcyjnych. W europejskim systemie oznaczeń przypisuje się im  nie literę "B", tylko litery "AA", np. EAA81, niemniej w czasach, kiedy powszechnie stosowano lampy prostownicze w zasilaczach, opracowano także podwójne diody prostownicze z osobnymi katodami (oznaczane nie literą "Z", tylko literami "YY"); taką lampą był np. opracowany w 1938 system podwójny oznaczany symbolem EYY13 i jego następcę EYY53.